# .lt
.lt — в Інтернеті, національний домен верхнього рівня (ccTLD) для Литви.

## Домени 2-го та 3-го рівнів
В цьому національному домені нараховується близько 6,900,000 вебсторінок (станом на січень 2007 року).
У наш час використовуються та приймають реєстрації доменів 3-го рівня такі доменні суфікси (відповідно, існують такі домени 2-го рівня):
| Суфікс   | Регламентовані користувачі          |
| .gov.lt  | Державні та урядові установи        |
| .info.lt | Вебмайданчики інформаційного змісту |
| .int.lt  | Міжнародні організації              |
| .it.lt   | Міжнародні організації              |
| .pro.lt  | Професійні організації              |